# Funky Cops
Funky Cops ist eine französische Zeichentrickserie, die zwischen 2001 und 2003 produziert wurde.

## Handlung
Die Straßencops Ace und Dick kümmern sich um Recht und Ordnung auf den Straßen der 70er Jahre. Die Konstellation der beiden Cops orientiert sich dabei an Buddy-Filmen und typische Lebensstile der 70er-Jahre wie die Kleidung, Musik und Tänze werden stereotypisch und satirisch dargestellt und parodiert.

## Produktion und Veröffentlichung
Die Serie wurde zwischen 2001 und 2003 in Frankreich produziert. Dabei sind 2 Staffeln mit 39 Episoden entstanden. Die deutsche Erstausstrahlung fand am 14. Januar 2003 auf MTV statt. Spätere Ausstrahlungen erfolgten auch auf SF zwei. Die zweite Staffel wurde allerdings nicht im Deutschen ausgestrahlt.

## Episodenliste

### Staffel 1
| Nr. | deutscher Titel           | französischer Titel               |
| 1   | Heiße Beute, coole Bräute | Un duo d’enfer                    |
| 2   | Vollgas in San Francisco  | Les diamants ne sont pas éternals |
| 3   | Der Kronzeuge             | Protection rapproché              |
| 4   | Rock oder Flop            | Gare au gorille !                 |
| 5   | Der Spezialauftrag        | Légende vivante                   |
| 6   | Lang lebe der König       | Goldsinger                        |
| 7   | Verdeckte Ermittler       | Un alibi en béton                 |
| 8   | Dem Funk sei Dank         | Cache-cash                        |
| 9   | Totentanz in Disco Frisco | La fin du disco                   |
| 10  | Voll auf die Zwölf        | Le Kid Dick                       |
| 11  | Rettet den Funk           | Six ça suffit                     |
| 12  | Unter Verdacht            | Discomatic                        |
| 13  | Alles aus Liebe           | Le dernier slow                   |
| 14  | Einsatz auf hoher See     | La croisière ça use               |
| 15  | Viel Lärm um nichts       | Décibels amazones                 |
| 16  | Die Akte Disco            | Double vie                        |
| 17  | Stille Nacht, gute Nacht  | Le blues de noël                  |
| 18  | Die Prophezeiung          | L’as des astres                   |
| 19  | Knastbrüder               | Les évadés d’Alcatraz             |
| 20  | Abgedreht                 | Méthode zéro                      |
| 21  | Brennpunkt Monte Carlo    | Deux flics à Monaco               |
| 22  | Danny und Claire          | Chouchou Baby Love                |
| 23  | Melodie des Schreckens    | Boogaloo les bons tuyaux          |
| 24  | Die Polizeiakademie       | Zéro de conduite                  |
| 25  | Drei Engel für Farley (1) | Drôles de drames – 1re partie     |
| 26  | Drei Engel für Farley (2) | Drôles de drames – 2e partie      |

### Staffel 2
| Nr. | französischer Titel             |
| 27  | –Le retour de flamme            |
| 28  | –Ali Baba et les 40 showgirls   |
| 29  | –Freeze                         |
| 30  | –Pas de printemps pour les roul |
| 31  | –22 minutes chrono              |
| 32  | –Vaudou sur la ville            |
| 33  | –Cops Story                     |
| 34  | –L’homme aux fesses d’or        |
| 35  | –L’escroc qui m’aimait          |
| 36  | –Panique à San Francisco        |
| 37  | –La créature de la baie         |
| 38  | –La marque du phoque            |
| 39  | –Mickey jackopt                 |